# Tormod Knutsen
Tormod Kåre Knutsen (* 7. Januar 1932 in Eidsvoll; † 23. Februar 2021 ebenda) war ein norwegischer Nordischer Kombinierer.

## Werdegang
Seine ersten Erfolge sammelte Knutsen auf nationaler Ebene. So gewann er bei den Norwegischen Meisterschaften 1955 in Trysil Bronze im Einzel hinter Sverre Stenersen und Gunder Gundersen. Im folgenden Jahr bei den Norwegischen Meisterschaften 1956 in Drammen verbesserte er sich auf den Silberrang.
1958 gewann Knutsen den Kombinationswettbewerb beim Holmenkollen Ski Festival. Bei den folgenden Norwegischen Meisterschaften 1959 in Porsgrunn und den Norwegischen Meisterschaften 1960 in Mjøndalen gewann er zweimal in Folge den Titel im Einzel.
Bei den Olympischen Winterspielen 1960 in Squaw Valley gewann er die Silbermedaille hinter dem Deutschen Georg Thoma. Zwei Jahre später verpasste er bei der Nordischen Skiweltmeisterschaft 1962 im polnischen Zakopane mit dem vierten Platz nur knapp die Medaillenränge. Bei den Norwegischen Meisterschaften 1963 in Kristiansand und den Norwegischen Meisterschaften 1964 in Voss gewann er erneut zweimal in Folge den nationalen Titel im Einzel.
Bei den Olympischen Winterspielen 1964 in Innsbruck gewann er schließlich kurz vor seinem Karriereende die Goldmedaille in der Nordischen Kombination.

## Auszeichnungen
1960 wurde Knutsen mit der Holmenkollen-Medaille geehrt. In der Stadtbibliothek von Eidsvoll widmet sich bereits seit 2009 ein kleines Ausstellungspanorama den Erfolgen von Knutsen. 2010 wurde er Ehrenbürger von Eidsvoll.